# Pouldouran
Pouldouran (bretonisch: Pouldouran) ist eine Ortschaft und eine ehemalige französische Gemeinde mit 156 Einwohnern (Stand 1. Januar 2022) im Département Côtes-d’Armor in der Region Bretagne. Sie gehörte zum Arrondissement Lannion und zum Kanton Tréguier. Die Bewohner bezeichnen sich selbst als Pouldourannais(e).
Mit Wirkung vom 1. Januar 2019 wurden die ehemaligen Gemeinden La Roche-Derrien, Hengoat, Pommerit-Jaudy und Pouldouran zur Commune nouvelle La Roche-Jaudy zusammengelegt und haben in der neuen Gemeinde den Status einer Commune déléguée. Der Verwaltungssitz befindet sich im Ort La Roche-Derrien.

## Geografie
Pouldouran liegt rund 19 Kilometer östlich von Lannion. Zur Commune déléguée gehören nebst dem Dorf Pouldouran noch zahlreiche Streusiedlungen und Einzelgehöfte innerhalb der ehemaligen Gemeinde. 
Insgesamt drei Nachbarorte umgeben Pouldouran, nämlich Trédarzec im Norden, Hengoat im Osten und Süden sowie Troguéry im Westen.

## Geschichte
Erstmalige Erwähnung findet der Ort bei der Heiligsprechung von Saint-Yves im Jahr 1330 (als Poldoran). Die Besitzerfamilie de Pouldouran starb im 17. Jahrhundert aus.

## Bevölkerungsentwicklung
Der Ort war immer eine Gemeinde mit einer kleinen Einwohnerzahl. In den vierzig Jahren zwischen 1806 und 1846 wuchs die Bevölkerung auf einen Höchststand an (1806-1846: + 58 %). Bis 1901 ging die Anzahl Bewohner wieder leicht zurück – blieb aber über der Marke von 300 Menschen. Danach sank sie durch mehrere Abwanderungswellen auf den Tiefpunkt von 145 Einwohnern im Jahr 1982 (1901-1982: – 55 %). Seither ist die Bevölkerungszahl wieder leicht gestiegen.
| Jahr      | 1962 | 1968 | 1975 | 1982 | 1990 | 1999 | 2010 | 2015 |
| Einwohner | 188  | 212  | 162  | 145  | 146  | 160  | 165  | 161  |

## Sehenswürdigkeiten
- Herrenhaus von Villeneuve (auch Kernevez; 1683)
- Kirche Saint-Bergat (erbaut 1859-1867)
- Kalvarienberge von Villeneuve (1684) und Kerleau (auch Kerlo; 1680)

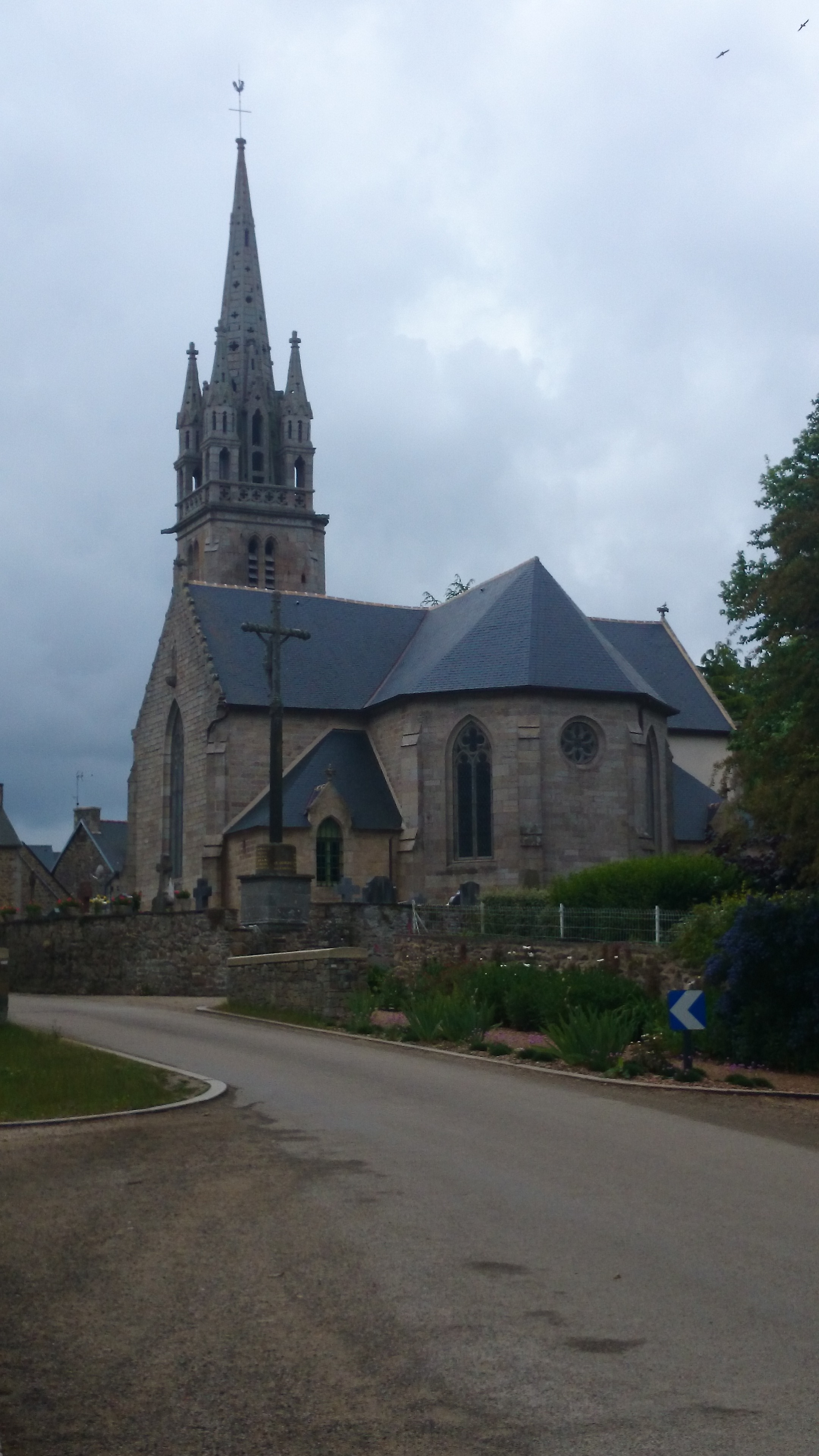
Kirche Saint-Bergat

- Wassermühle von Dout